# Pietà St. Laurentius (Erwitte)

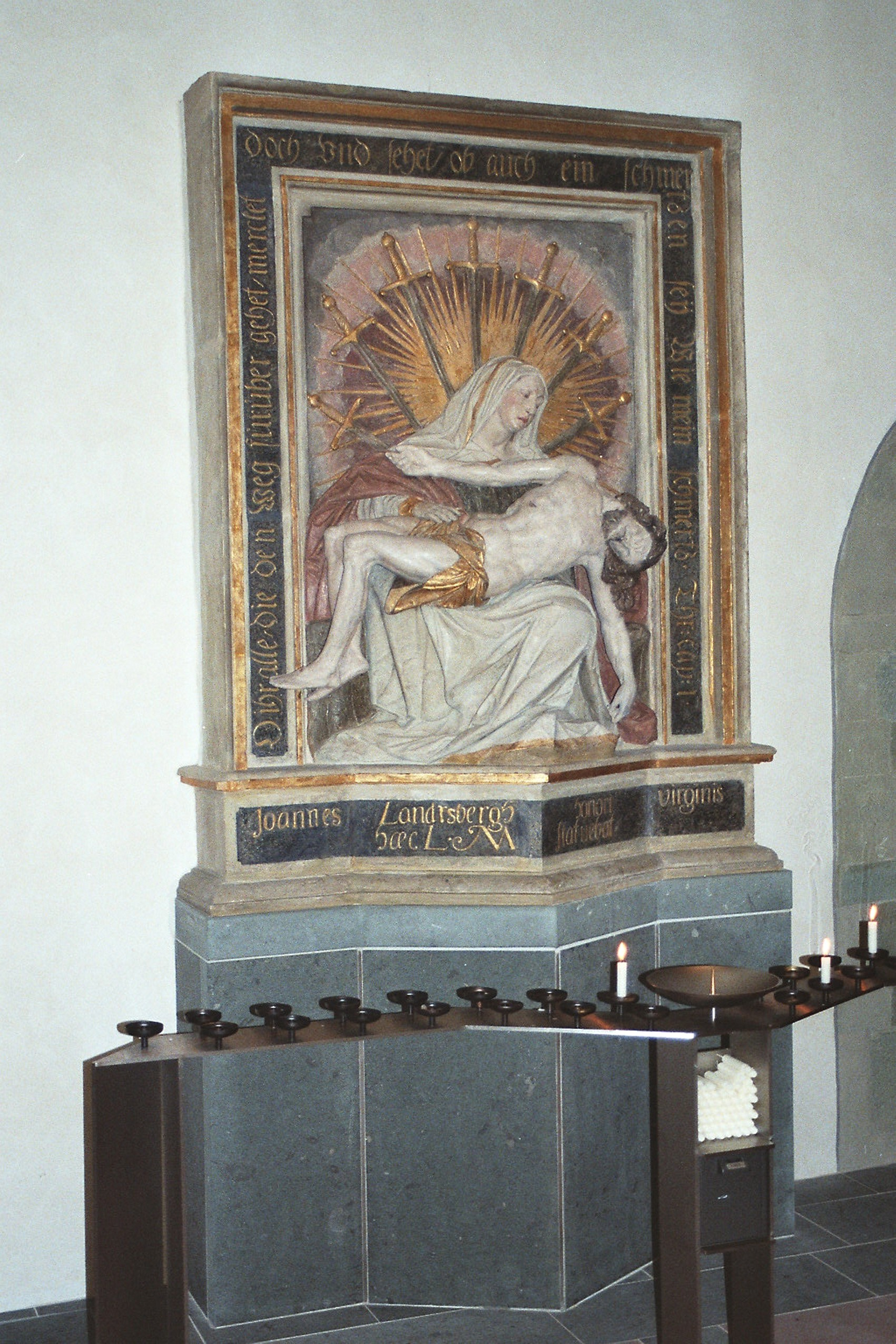
Pietà in Erwitte

Die Skulptur der Pietà in der katholischen Pfarrkirche St. Laurentius in Erwitte, einer Stadt im Kreis Soest in Nordrhein-Westfalen, wurde in der ersten Hälfte des 17. Jahrhunderts von Heinrich Gröninger aus Paderborn geschaffen. Sie steht an der Südwand des Turmjoches.
Ursprünglich wurde die Skulptur als Altarretabel genutzt. Sie wurde von dem Kanoniker Johann von Landsberg, einem Mitglied des Klerus von St. Martini in Minden, gestiftet.

Die radial um den Kopf von Maria angeordneten sieben Schwerter symbolisieren die leidvollen Ereignisse im Leben der Gottesmutter. Sie lenken des Blick des Betrachters auf das von Schmerz gezeichnete Antlitz der Mutter Jesu. Der Rahmen trägt einen Text aus den Klageliedern des Jeremia: 

„O ihr alle, die den Weg fürüber gehet, merket doch und sehet, ob auch ein Schmertzen sey wie mein Schmertz.“

Auf dem Sockel wird in lateinischer Sprache an den Stifter „Johannes von Landtsbergh“ erinnert. 